# Sfinks w Bucegi

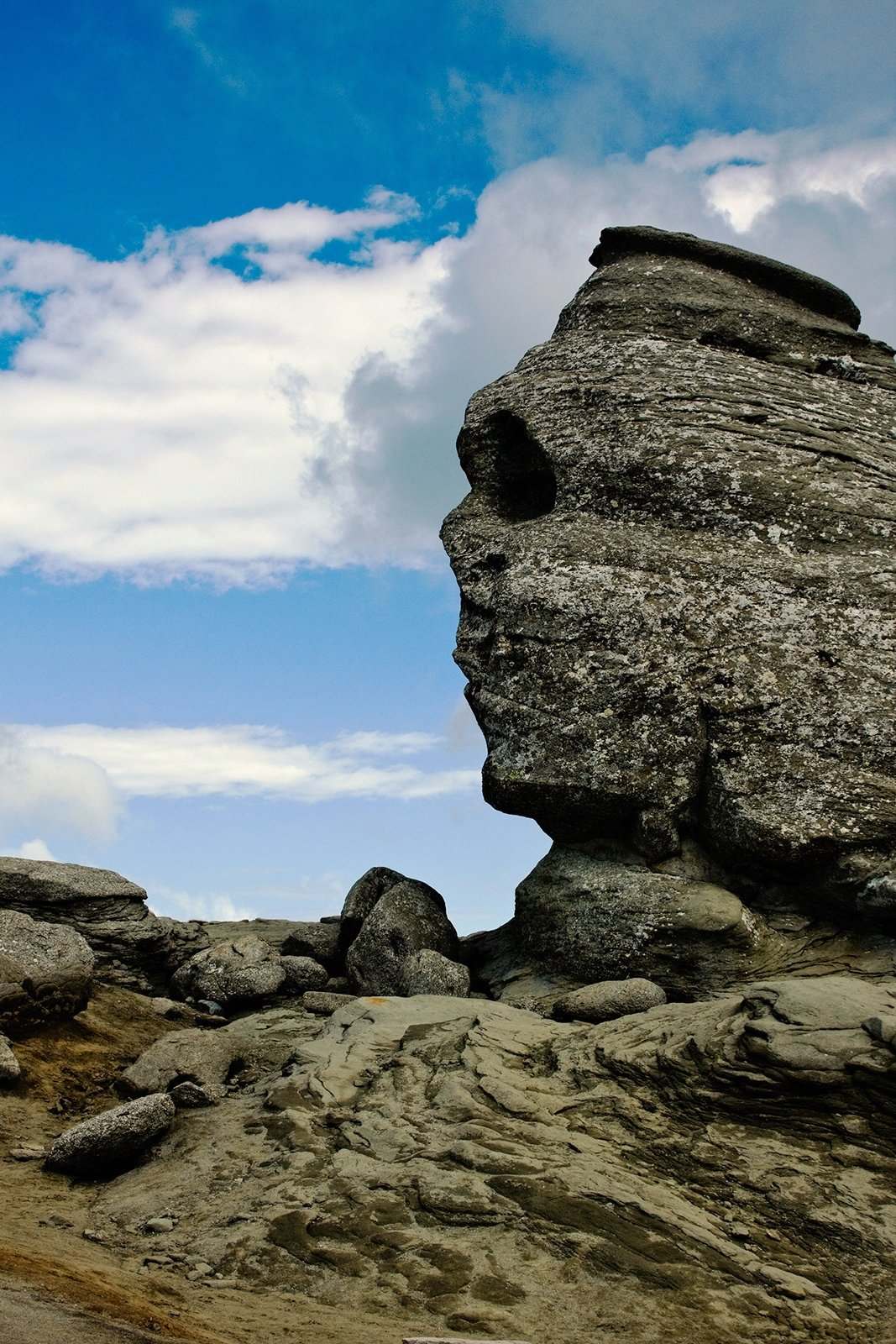
Sfinks w Bucegi, lato 2008

Sfinks w Bucegi (rum. Sfinxul din Bucegi) – formacja skalna w pasmie Bucegi Karpat Południowych w Rumunii, wyglądem przypominająca monolityczny posąg egipskiego Wielkiego Sfinksa.

## Opis
„Sfinks” leży na wysokości ponad 2000 m n.p.m. na płaskowyżu w pasmie Bucegi w Karpatach Południowych. Z wysokością 10 m i powierzchnią 100 m² jest największą z formacji na płaskowyżu. Formacja zbudowana jest ze skał piaskowych i zlepieńców z okresu plejstoceńskiego.
Swój obecny kształt skała uzyskała w wyniku erozji wiatrowej i deszczowej oraz wietrzenia. Wyglądem przypomina monolityczny posąg egipskiego Wielkiego Sfinksa – stąd jej nazwa.